# ハワード・ジーフ
ハワード・ジーフ（英語: Howard Zieff、1927年10月21日 - 2009年2月22日）は、アメリカ合衆国の映画監督、テレビコマーシャルディレクター、広告写真家。

## 経歴・人物
1927年、イリノイ州シカゴで生まれる。その後家族の引越しに伴いカリフォルニア州ロサンゼルスに移る。ロサンゼルス市立カレッジで1年間学んだが1946年に中退し、アメリカ海軍に入った。
フロリダ州ペンサコーラの海軍写真学校で写真を学び、除隊後にカリフォルニア州パサデナのアート・センター・カレッジ・オブ・デザインに通った。
1950年代、ジーフはニューヨークで広告写真家になる。1960年代にはニューヨークで最もよく知られる広告写真家の一人という評価を受けた。ジーフが手がけた広告としては、レビーズのライ麦パンの広告に使われた「You Don't Have To Be Jewish」という宣伝文句や、アルカセルツァーの「Mamma Mia, that's a spicy meatball」がある。また、デイリーニューズ紙やフォルクスワーゲンの広告も手がけている。その後、1970年代から映画監督としても活躍するようになり、『マイ・ガール』などの監督を務めた。しかし『マイ・ガール2』公開後、パーキンソン病の進行を理由に映画監督を引退した。
2009年2月22日午前8時10分（現地時間）、ロサンゼルスの病院で妻に看取られながら亡くなった。『プライベート・ベンジャミン』に出演した女優のゴールディ・ホーンは、ジーフについて「（ジーフは）コメディ作品を作る特別な才能、永遠の貴重な才能を持っていた。私が記憶し最も大切にするものは、彼のユーモアと笑いに対する愛です」とコメントしている。

## 主な監督作品
- メーン・イベント The Main Event (1979)
- プライベート・ベンジャミン Private Benjamin (1980)
- 殺したいほど愛されて Unfaithfully Yours (1984)
- ドリーム・チーム The Dream Team (1989)
- マイ・ガール My Girl (1991)
- マイ・ガール2 My Girl 2 (1994)